# Distretto di Baruun-Urt
Il distretto di Baruun-Urt è uno dei tredici distretti (sum) in cui è suddivisa la provincia di Sùhbaatar, in Mongolia. Conta una popolazione di 13.859 abitanti (censimento 2009).